# اس‌ام‌اس برمن
اس‌ام‌اس برمن (به انگلیسی: SMS Bremen) یک کشتی بود که طول آن ۱۱۱٫۱ متر (۳۶۵ فوت) بود. این کشتی در سال ۱۹۰۳ ساخته شد.